# نئوپاگانیسم

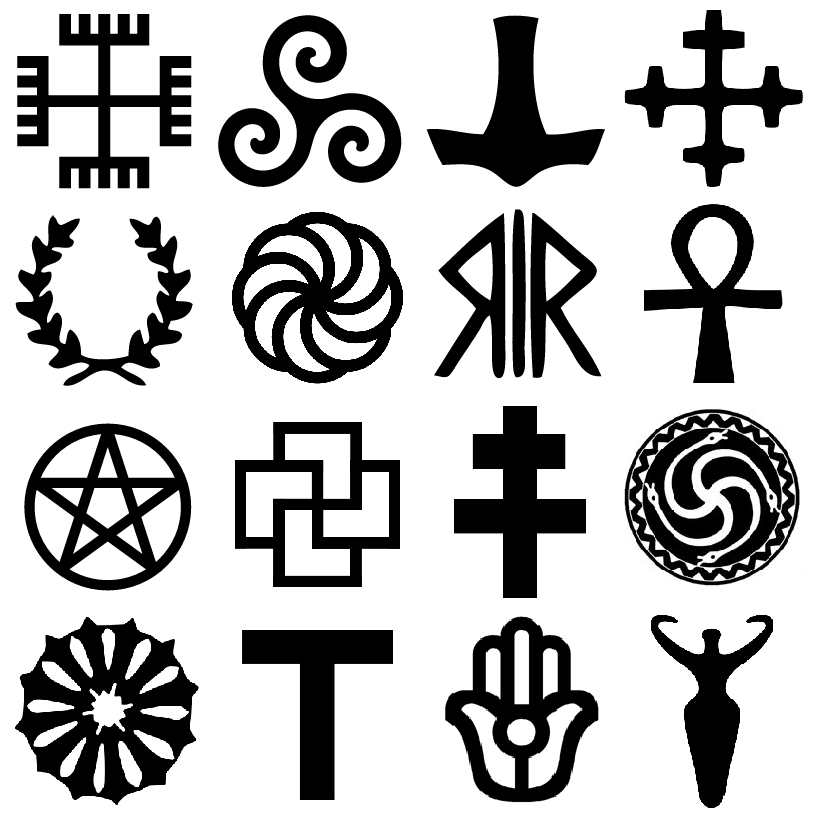
نمادهای چند پاگان معاصر

بُت‌پرستی نوین،نئو-پاگانیسم،که پاگانیسم جدید یا پاگانیسم معاصر نیز نامیده میشود. گروهی از جنبش‌های مذهبی معاصر و برخاسته از گونه‌های مختلفِ اعتقاداتِ پاگانیسم در اروپای پیشامدرن است.برای برخی از گروه‌های پاگانیسم، قومیت در مذهب آنها محوری است و برخی عضویت را به یک گروه قومی محدود می‌کنند. برخی از منتقدان این رویکرد را نوعی نژادپرستی توصیف کرده‌اند. دیگر گروه‌های پاگانیسم به مردم از هر قومی اجازه می‌دهند، با این دیدگاه که خدایان و الهه‌های یک منطقه خاص می‌توانند هر کسی را به پرستش خود فراخوانند. برخی از این گروه‌ها تمایل خاصی به نظام‌های اعتقادی پیش از مسیحیت در یک منطقه خاص دارند که هیچ پیوند قومی با آن ندارند زیرا خود را از طریق تناسخ از افراد آن جامعه می‌دانند. تمرکز بیشتری روی قومیت در جنبش‌های پاگانیسم در اروپای قاره ای نسبت به جنبش‌های پاگانیسم در آمریکای شمالی و جزایر بریتانیا وجود دارد. این گونه پاگانیسم‌های قومی به گونه‌های مختلف به عنوان پاسخی به نگرانی در مورد ایدئولوژی‌های خارجی، جهانی شدن، جهان وطن گرایی و نگرانی‌ها در مورد فرسایش فرهنگی تلقی شده‌اند.

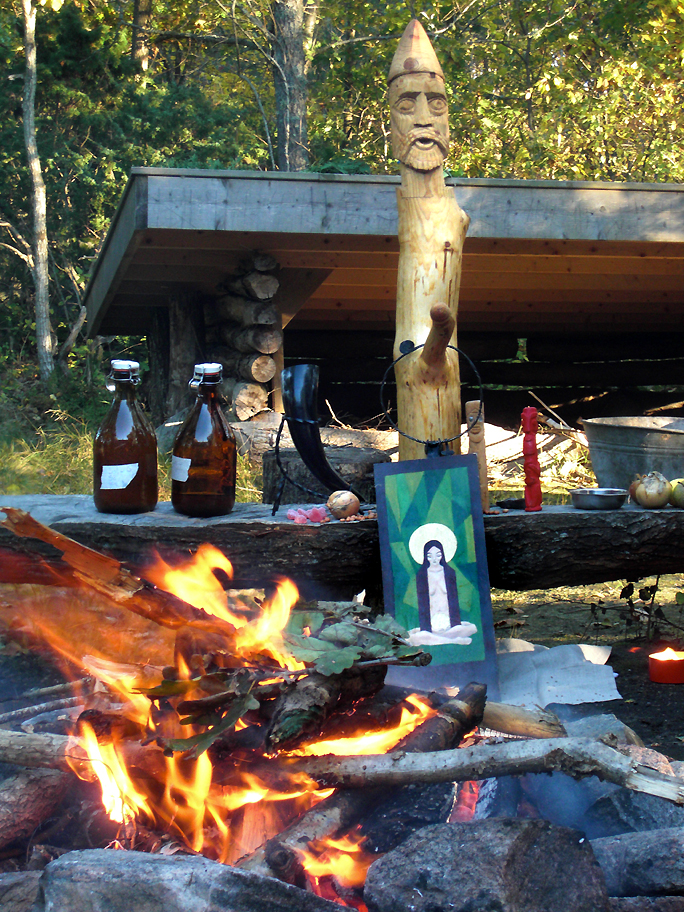
محراب بتها در سوئد. بت چوبی بزرگتر نشان دهنده خدای فری است.

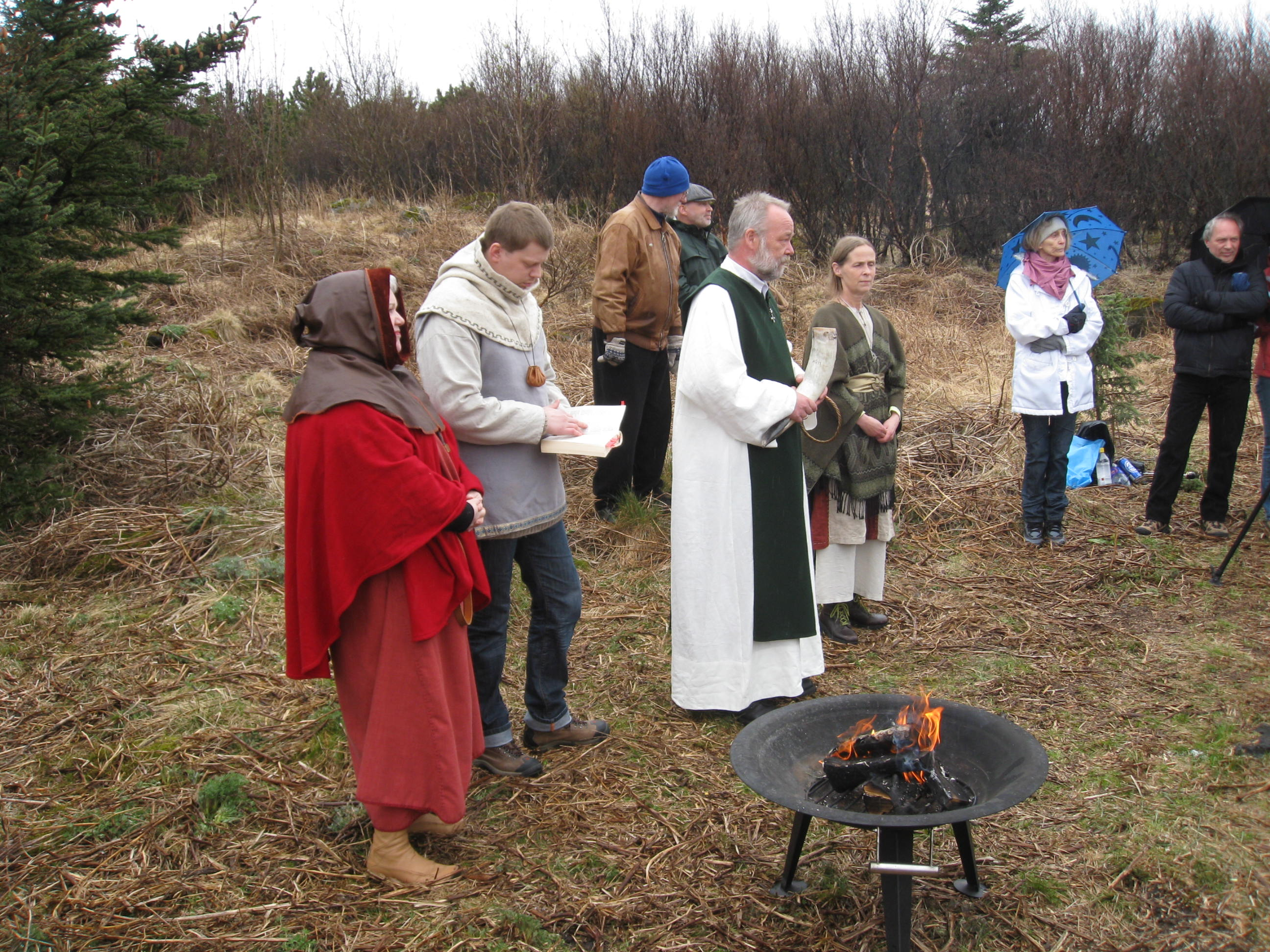
۲۰۰۹ میلادی

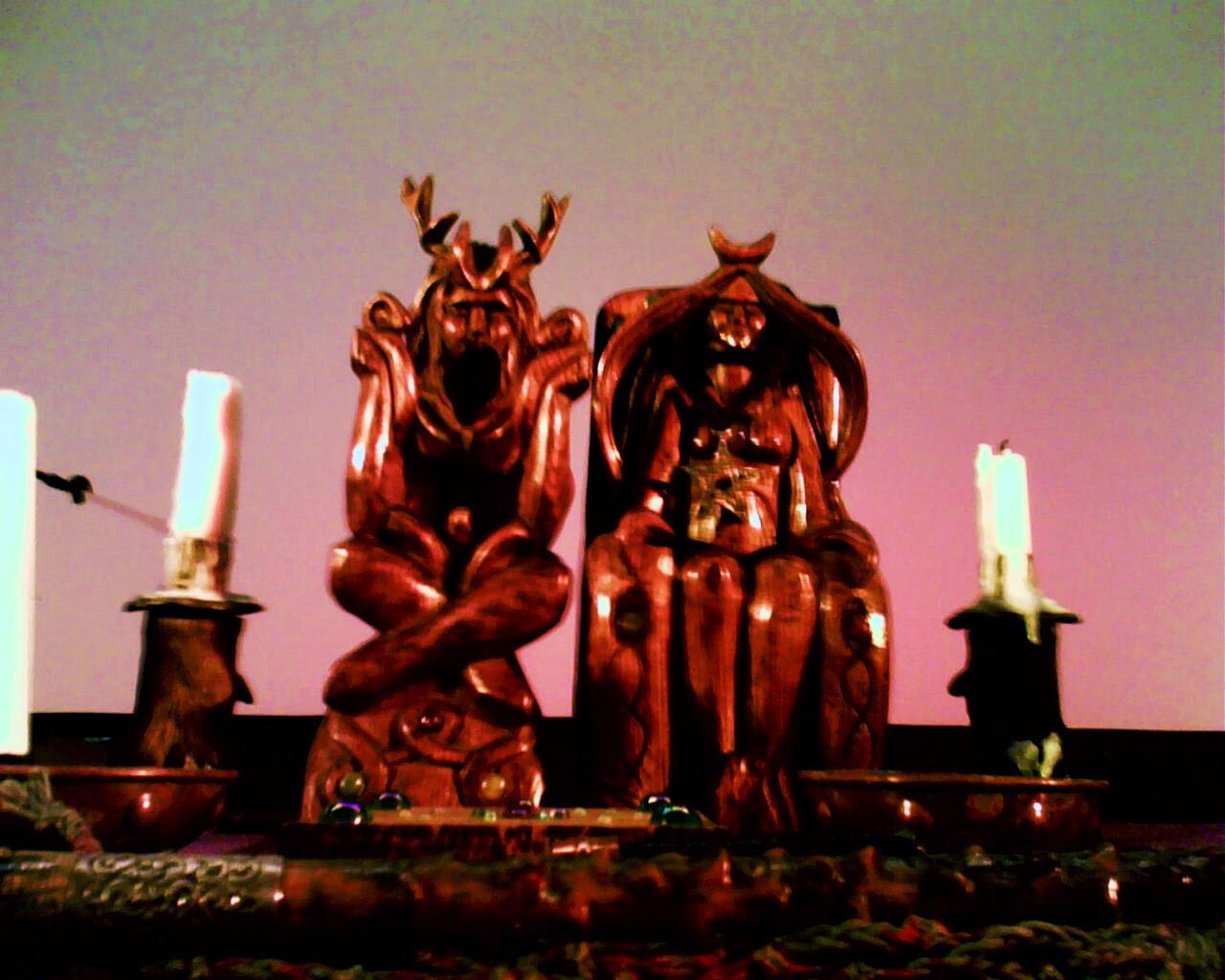
خدای شاخدار و الهه مادر